# Arena de Pernambuco
De Arena de Pernambuco is een multi-functioneel voetbalstadion in de Braziliaanse stad São Lourenço da Mata, een voorstad van Recife. Het wordt voornamelijk gebruikt voor voetbalwedstrijden en was ook een van de speelstadions tijdens het wereldkampioenschap voetbal 2014, dat in Brazilië plaatsvond. In 2013 was het een van de stadions die werd gebruikt tijdens de Confederations Cup.
De bouw van het stadion in de aanloop naar het mondiale voetbaltoernooi verliep niet vlekkeloos. Door stakingen werd enige tijd verloren in het arbeidsproces. De daardoor aangerichte schade bleef echter beperkt en begin april, ruim twee maanden voor aanvang van het kampioenschap, stond de status te boek als gereed.
Het stadion heeft een capaciteit van 46.154 toeschouwers.

## Interlands
| №  | Datum         | Wedstrijd                    | Uitslag       | Competitie                                               | Toeschouwers |
| -- | ------------- | ---------------------------- | ------------- | -------------------------------------------------------- | ------------ |
| 1. | 16 juni 2013  | Spanje – Uruguay             | 2 – 1         | Confederations Cup 2013 Groepsfase (B)                   | 41.705       |
| 2. | 19 juni 2013  | Italië – Japan               | 4 – 3         | Confederations Cup 2013 Groepsfase (A)                   | 40.489       |
| 3. | 23 juni 2013  | Uruguay – Tahiti             | 8 – 0         | Confederations Cup 2013 Groepsfase (B)                   | 22.047       |
| 4. | 14 juni 2014  | Ivoorkust – Japan            | 2 – 1         | Wereldkampioenschap voetbal 2014 - Groepsfase (C)        | 40.267       |
| 4. | 20 juni 2014  | Italië – Costa Rica          | 0 – 1         | Wereldkampioenschap voetbal 2014 - Groepsfase (D)        | 40.285       |
| 5. | 23 juni 2014  | Kroatië – Mexico             | 1 – 3         | Wereldkampioenschap voetbal 2014 - Groepsfase (A)        | 41.212       |
| 6. | 26 juni 2014  | Verenigde Staten – Duitsland | 0 – 1         | Wereldkampioenschap voetbal 2014 - Groepsfase (G)        | 41.876       |
| 7. | 29 juni 2014  | Costa Rica – Griekenland     | 1 – 1 (5 – 3) | Wereldkampioenschap voetbal 2014 - 1/8e finale           | 41.242       |
| 7. | 25 maart 2016 | Brazilië – Uruguay           | 2 – 2         | Wereldkampioenschap voetbal 2018 (kwalificatie CONMEBOL) | 45.020       |

Bijgewerkt op 9 maart 2020.
Mineirão (Belo Horizonte) · Estádio Nacional de Brasília (Brasília) · Arena Pantanal (Cuiabá) · Arena da Baixada (Curitiba) · Castelão (Fortaleza) · Arena Amazônia (Manaus) · Arena das Dunas (Natal) · Estádio Beira-Rio (Porto Alegre) · Arena Cidade da Copa (Recife) · Maracanã (Rio de Janeiro) · Arena Fonte Nova (Salvador) · Arena de São Paulo (São Paulo)